# PGC 197601
LEDA/PGC 197601 (auch NGC 704B) ist eine linsenförmige Galaxie vom Hubble-Typ S0 im Sternbild Andromeda. Sie ist rund 217 Millionen Lichtjahre von der Milchstraße entfernt und hat einen Durchmesser von etwa 25.000 Lichtjahren. Die Galaxie gilt als Mitglied der Galaxiengruppe Abell 262. Gemeinsam mit NGC 704 bildet sie ein gravitativ gebundene Galaxienpaar.
Im selben Himmelsareal befinden sich u. a. die Galaxien NGC 703, NGC 705, NGC 708, NGC 710.